# Президент Замбії
Президент Замбії — глава держави Замбія. Президент Замбії згідно з конституцією є також головою уряду країни та головнококамдувачем збройних сил. Президент Замбії обирається на прямих всенародних виборах строком на 5 років. Кількість строків згідно з останньою редакцією конституції Замбії обмежена двома.
Посаду президента Замбії обіймали такі особи:
| Ім'я              | початок правління     | кінець правління      | роки життя  |
| ----------------- | --------------------- | --------------------- | ----------- |
| Кеннет Каунда     | 24 жовтня 1964 року   | 2 листопада 1991 року | 1924 - 2021 |
| Фредерик Чілуба   | 2 листопада 1991 року | 2 січня 2002 року     | 1943–2011   |
| Леві Мванаваса    | 2 січня 2002 року     | 29 червня 2008 року   | 1948–2008   |
| Рупія Банда       | 29 червня 2008 року   | 23 вересня 2011 року  | 1937 - 2022 |
| Майкл Сата        | 23 вересня 2011 року  | 28 жовтня 2014 року   | 1937–2014   |
| Гай Скотт (в. о.) | 28 жовтня 2014 року   | 25 січня 2015 року    | нар. 1944   |
| Едгар Лунгу       | 25 січня 2015 року    | 24 серпня 2021        | нар. 1956   |
| Хакаінде Хічілема | 24 серпня 2021 року   |                       | нар. 1962   |